# 後藤遺跡

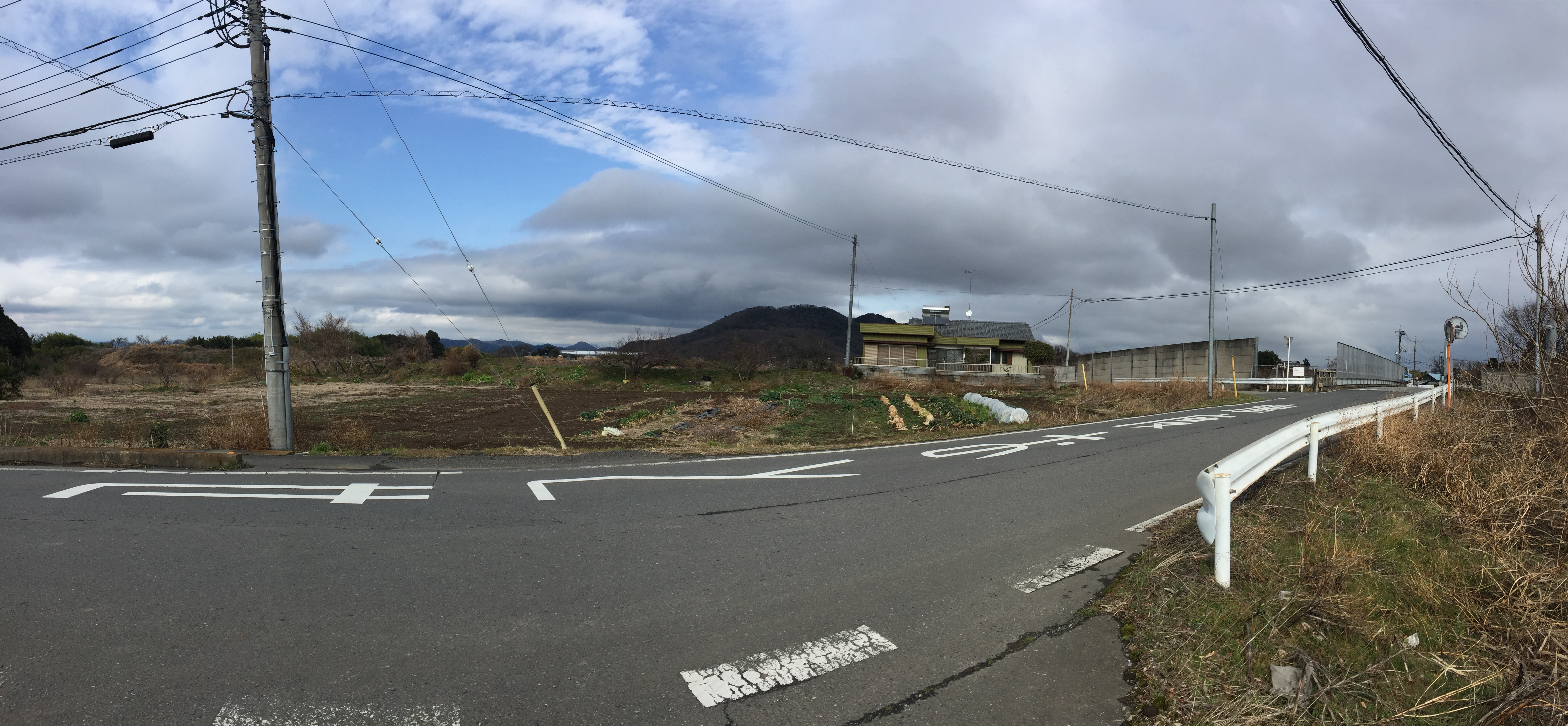
後藤遺跡付近、右手に東北自動車道の跨道橋

後藤遺跡（ごとういせき）は、栃木県栃木市藤岡町都賀にある縄文時代の集落跡である。旧安蘇沼の支沼の越名沼と思われる沼（干拓され田に）に面した安蘇山の裾野の台地上に位置する。藤岡町は沼地を干拓したような低地と台地が多く広がることから考古遺跡の宝庫とも言える。

## 概要
後藤遺跡は、三毳山の麓、旧越名沼支沼に面する台地上に位置する縄文時代後期から晩期の遺跡である。豊富な土製品が出土しており、耳飾り・土偶等の出土は特に多い。
東北自動車道の建設に伴う発掘により、その全貌が明らかになった。調査後の後の遺跡の中心には、東北自動車道が南北に通り、町道が東西に通り、現在は道路を除くと民家と畑地になっている。遺跡の存在を思わせるものはない。